# Patrice Lacombe
Pour les articles homonymes, voir Lacombe.
Patrice Lacombe (20 février 1807 - 6 juillet 1863) est un écrivain et un notaire québécois. Son œuvre majeure est le roman La Terre paternelle.

## Biographie
Né à la mission du Lac-des-Deux-Montagnes à Oka, il fit des études au collège de Montréal de 1816 à 1825, où il reçut des premiers prix en latin écrit et oral. Devenu notaire en 1830, il travaille au service des Sulpiciens en recensant leurs propriétés. En 1835, il épouse Léocadie Boucher avec laquelle il n'a pas d'enfant.
En 1846, Lacombe fait paraître dans l'Album littéraire de la Revue canadienne son seul roman, La Terre paternelle, dont le caractère significatif est d'avoir fondé le genre littéraire dit du roman du terroir, c'est-à-dire le roman agricole québécois. Le roman de Lacombe est aussi un témoin de la littérature québécoise naissante, qui n'avait alors que produit, entre autres, L'influence d'un livre de Philippe Aubert de Gaspé, fils et La Fille du brigand d'Eugène L'Écuyer. 
Le roman La Terre paternelle est ensuite inclus dans le Répertoire national de James Huston, une anthologie de la littérature québécoise de l'époque. Le texte connait ensuite plusieurs éditions successives. 
En commentant le texte, Maurice Lemire fait valoir que les écrits de Lacombe ont plus d'originalité que ceux de Pierre-Georges Boucher de Boucherville ou de Joseph Doutre, qui préféraient imiter les grands romanciers français comme Honoré de Balzac et Eugène Sue. L'auteur qui est le plus clairement influencé par Lacombe est Damase Potvin, qui publie des romans proches du terroir plusieurs années plus tard, reprenant dans ses récits l'archétype de Lacombe du père âgé qui lègue sa terre à un fils ne reconnaissant pas sa valeur au départ,.
Patrice Lacombe meurt à Montréal le 6 juillet 1863. Plusieurs notices nécrologiques d'époque le décrivent comme quelqu'un de respectable et d'intègre qui eut encouragé de son vivant l'expression des lettres.

## Œuvres
- [PDF] La Terre paternelle, Montréal : C.O. Beauchemin & Valois, libraires-imprimeurs, 1871. (Bibliothèque et Archives nationales du Québec, original numérisé, 2,3 Mo)
- [PDF] La Terre paternelle (Bibliothèque électronique du Québec.)